# Jeanne Schultz
Pour les articles homonymes, voir Schultz.
Jeanne Schultz, née le 28 mars 1862 à Paris et morte dans la même ville le 20 juillet 1910, est une romancière française. Certains de ses romans ont été parfois publiés sous le pseudonyme Philippe Saint-Hilaire avant d'être réédités sous son patronyme. Elle a également publié des romans de littérature d'enfance et de jeunesse.

## Biographie
Jeanne Amélie Cécile Augustine Schultz naît à Paris le 28 mars 1862, au 53 de la rue de la Grande-Chaumière. 
Elle grandit dans un monde à la fois bourgeois, studieux et militaire (fille d'officier et nièce du général Hippolyte Langlois), qui lui offre une excellente éducation et le goût des exercices physiques. 
Passionnée depuis l'enfance par l'écriture et les belles lettres, elle publie en 1887 anonymement, dans la Revue des deux Mondes, La Neuvaine de Colette, un roman qui obtient un succès public et qui est primé par l'Académie française en 1892, dont le réalisateur Georges Champavert fera une version cinématographique, en 1925. Ce premier ouvrage est édité en 1888 chez Calmann Lévy.
Viennent ensuite, toujours sans la signature de l'auteur, Tout droit en 1890 et La Famille Hamelin en 1892, deux ouvrages de littérature d'enfance et de jeunesse, édités cette fois par la librairie Hachette et Cie avec des vignettes du dessinateur Édouard Zier. 
Lassée par la polémique et les conjectures sur l'autorité de ses ouvrages, elle révèle son nom. De retour chez son premier éditeur, elle fait rééditer en 1892 sous sa signature Jean de Kerdren déjà paru en 1887 sous le pseudonyme de Philippe Saint-Hilaire. Suivront régulièrement romans et nouvelles qui, malgré un certain succès, n'atteindront pas la notoriété de son premier livre qui s'est vu parfois qualifier de chef-d'œuvre par la presse. 
Romancière à la vie discrète, Jeanne Schultz meurt à Paris le 20 juillet 1910, au 82 de la rue Bonaparte, où elle réside avec sa mère.

## Œuvres

### Romans
- La Neuvaine de Colette[9] (Calmann-Lévy, 1888)
- Ce qu'elles peuvent[10] (Calmann-Lévy, 1894)
- La Main de sainte Modestine (Calmann-Lévy, 1899)
- Fin de villégiature (1910)

### Romans signés Philippe Saint-Hilaire
- Jean de Kerdren (Firmin-Didot, 1887) ; réédité sous son patronyme chez Calmann-Lévy en 1892
- Les Fiançailles de Gabrielle (H. Gautier, 1887) ; réédité sous son patronyme chez Calmann-Lévy en 1896
- Cinq minutes d'arrêt (Firmin-Didot, 1888) ; réédité sous son patronyme chez Calmann-Lévy en 1911

### Romans de littérature d'enfance et de jeunesse
- Tout droit (Hachette, 1890)
- La Famille Hamelin (Hachette, 1892)
- Sauvons Madelon !, suivi de Le Dernier Tour de l'enchanteur Merlin, (Hachette, 1893), Illustré par Tofani

## Prix et récompenses
- Prix Montyon de l'Académie française pour La Neuvaine de Colette